# Zdobnice
Zdobnice är en ort i Tjeckien. Den ligger i den nordöstra delen av landet, 140 km öster om huvudstaden Prag. Zdobnice ligger 660 meter över havet och antalet invånare är 151.
Terrängen runt Zdobnice är kuperad. Runt Zdobnice är det ganska glesbefolkat, med 40 invånare per kvadratkilometer. Närmaste större samhälle är Rychnov nad Kněžnou, 12,7 km sydväst om Zdobnice. Omgivningarna runt Zdobnice är en mosaik av jordbruksmark och naturlig växtlighet.